# Найден Найденов (общественик)
Найден Николов Найденов е български политик, ветеринарен лекар и писател. Народен представител в XXIV обикновено народно събрание (22 май 1938 – 27 април 1939).

## Биография
Роден е на 20 януари стар стил 1902 година в село Средно градище, Чирпанско, където по това време родителите му са учители. Баща му е Никола Найденов Колев от Чирпан, майка му е също от Чирпан – Екатерина Тотю-Крачолова, сестра на поета Пейо Яворов. Семейството има още две деца: Малина Лабутова и Ганка Найденова-Стоилова. Найден Найденов се оженва за учителката Куна Рашкова Ракова от Панагюрище.

### Образование
Основно образование получава в село Брезово, Пловдивско, където родителите се преместват, а гимназия завършва в Стара Загора. Още като ученик започва да пише – през 1910 г. негов малък разказ: „Какво изпатил вуйчо Пейо“ е публикуван в детския вестник „Славейче“, а като гимназист участва в редактирането на лист „Звуци“.
През 1923 г. заминава със стипендия да следва агрономство във Висшето агрономическо училище „Вайнщефан“, Фрайзинг, Германия, но след летния семестър на 1924 г. се завръща в България. Същата година отива да следва ветеринарна медицина в Парма, Италия, със средства на родителите си. През юли 1928 г. защитава докторат и се връща в България.

### Професионална и обществена дейност
Започва като участъков ветеринарен лекар в град Брацигово. През пролетта на 1930 г. се явява на конкурсен изпит за околийски ветеринарен лекар в Пещера и се установява там. На 1 юли 1931 г. е преназначен за началник на лечебната служба към Пловдивската окръжна постоянна комисия. От 1932 г. преминава на частна практика.
Той е един от основателите на културно-просветния съюз на ветеринарните лекари в България и негов пръв подпредседател. От 1931 до 1938 г. е председател на пловдивския клон на Съюза на ветеринарните лекари и на Културно-просветното дружество на ветеринарните лекари в Пловдив. През 1939 г. е избран за председател на Пловдивската земеделска камара. На 24 септември 1939 г. е избран за председател на Българския ветеринарно-лекарски съюз.

### Политическа дейност
Още през 1926 г. Найден Найденов, Иван Хр. Лабутов и други основат в София БНСС „Христо Ботев“. Лабутов е председател, а Найденов е първи подпредседател. През октомври 1932 г., когато е в Пловдив, той е потърсен от проф. Янаки Моллов, вербуващ привърженици за новата групировка на проф. Ал. Цанков. След среща в София с Ал. Цанков, Хр. Калфов и Русев Найден Найденов се присъединява към движението, става негов представител за Пловдивско и участва в конгреса на Сговора, когато той се преименува на „Народно-социално движение“. През 1935 г. се оттегля от движението.
През 1938 г. е избран за народен представител в XXIV обикновено народно събрание (22 май 1938 – 27 април 1939). По това време става приятел с Иван Багрянов, министър на земеделието в правителството на Г. Кьосеиванов. От 1941 г. се установява в София като частно практикуващ ветеринар. Поддържа тесни връзки с Багрянов.

### Репресии след 9 септември 1944 г.
След т. нар. Народен съд той се укрива в София, но е заловен. В спомените си разказва, че попада на главен инспектор арменец, който се прекланя пред Яворов, а семейството му е свързано с него; той урежда освобождаването му. Няколко години е необезпокояван  През 1948 г. отново е арестуван и осъден на 10 години строг тъмничен затвор. След осем месеца в Софийския затвор е изпратен в Шуменския. През 1951 г. е преместен в Белене. При затваряне в карцер през декември 1953 – януари 1954 г. му измръзват и двата крака, започва гангрена, а му е отказана лекарска помощ. През февруари лагерът е посетен от шеф от МВР, който се оказва негов съученик и урежда болнично лечение – краката му са ампутирани до глезените, без упойка. През 1954 г. се завръща в София, но през 1956 г. по време на Унгарските събития отново е арестуван и разпитван в Държавна сигурност.
Претърпява многобройни операции на краката. През 1962 г. завежда съдебно дело срещу държавата за инвалидизиране. Отпусната му е пенсия от 24 лв. и 10 ст. Заболява от левкемия. Умира на 16 септември 1965 година.

### Литературна дейност
Преди 1928 г. издава книгата „Истината за трагичната случка с Лора и Яворов“. През престоя си в Пещера издава и редактира околийския вестник „Родопски лъх“. Книгата си „Спомени за Яворов“ издава през 1931 г. След освобождаването му от Белене заедно с проф. Михаил Арнаудов подготвя книгата „Истината по трагедията на Яворов“ (неиздадена). През 1991 г. е открит ръкопис на Найден Найденов, озаглавен „Спомени от политическия ми живот“ с последващо заглавие „Спомени с Иван Багрянов“, който е издаден през 2002 г. под второто заглавие.